# Марин Хинкле
Марин Елизабет Хинкле (Дар ес Салам, 23. март 1966) је америчка глумица. Поред улога у многобројних телевизијским серијама и филмовима, најпознатија је по улози Џудит Харпер у Си-Би-Есовом ситкому Два и по мушкарца. Запажене улоге остварила је и у ТВ драми Живот изнова у улози Џуди Брукс, као и у ТВ серији Величанствена госпођа Мејзел, у улози Роуз, где је номовинована за Награду Еми за најбољу споредну глумицу у хумористичкој серији, 2019. године.

## Биографија и каријера
Хинклова је рођена у Дар ес Саламу, у Танзанији, а родитељи су јој Американци. Њена мајка Маргарет је правница, као и њен отац, Родни Хинклл. Породица Хинкле преселила се у Бостон, када је Марин имала 2 године. Након што је завршила средњу школу у Њутону, Хинклеова је похађала Универзитет Браун и  Универзитет Њујорк, а дипломирала је 1991. године.
Хинклеова је глумила Јулију у позоришној представи Ромео и Јулија, у Шекспировом позоришту у Вашингтону, од 25. јануара до 13. марта 1994. године. Након ове, остварила је велики број улога у позориштима широм Сједињених Америчких Држава. Прву улогу имала је 1994. године у филму Angie. Пажњу шире јавности привукла је улогом Џудит Харпер у ситкому Два и по мушкарца. Запажену улогу остварила је и у америчкој ТВ серији Обмана из 2008. године, где је глумила са Тејт Донованом.
Оставила је улоге у филмовима као што су I'm Not Rappaport, Фреквенција, Карантин, Следећа крупна ствар, Ја сам Сем, Тамно плаво и многим другим.